# Moruga
Moruga ist ein Ort in Trinidad und Tobago.

## Geographie
Der Ort liegt im äußersten Süden der Insel Trinidad in der Region Princes Town. Er liegt am Columbus Channel, der Meerenge zwischen Golf von Paria und dem Atlantik, die Trinidad von Venezuela trennt. Historisch bedingt sind in Trinidad primär die West- und die Ostküste erschlossen, und Moruga befindet sich zusätzlich südlich der Mittelgebirgskette Southern Range, so dass es für trinidadische Verhältnisse recht abgelegen liegt. Die nächstgrößere Stadt ist Penal, etwa 30 Kilometer im Nordwesten gelegen. Politisch gehört der Ort zum Wahlbezirk Moruga/Tableland; Abgeordnete des Bezirks ist seit den Wahlen 2020 Michelle Benjamin von der Oppositionspartei UNC. 
Moruga liegt unmittelbar am Columbus Channel. Das Ufer besteht aus Sandstein, der einer beständigen Erosion ausgesetzt ist. 2020 musste deshalb die katholische Grundschule des Ortes aufgegeben werden, während eine das Ortsbild prägende Simon-Petrus-Statue umzustürzen drohte. In der Nähe des Ortes befinden sich mehrere Schlammvulkane, darunter mit dem Moruga Bouffe der größte des Landes.
Durch die abgelegene Lage und die gleichzeitige Nähe zum venezolanischen Festland (das sehr dünn besiedelte Orinoco-Delta ist nur 50 km Luftlinie von Moruga entfernt) ist Moruga Ausgangspunkt von Schmuggelaktivitäten; neben gewöhnlichem Warenschmuggel ist die Region rund um den Ort einschlägig bekannt für Menschenhandel mit venezolanischen Prostituierten, Waffen- und Drogenschmuggel. Die trinidadische Regierung kündigte deshalb 2019 den Bau einer Militärbasis in Moruga an.

## Gliederung
Die kleinste Verwaltungseinheit Trinidads ist die Community, vergleichbar einer deutschen Ortschaft. Moruga gliedert sich in die Communitys La Lune, La Ruffin, Marac und Moruga Village.
| Community      | Einwohner |
| -------------- | --------- |
| Fifth Company  | 1454      |
| La Lune        | 1246      |
| La Ruffin      | 648       |
| Marac          | 367       |
| Moruga Village | 316       |
| Summe          | 4031      |

## Geschichte

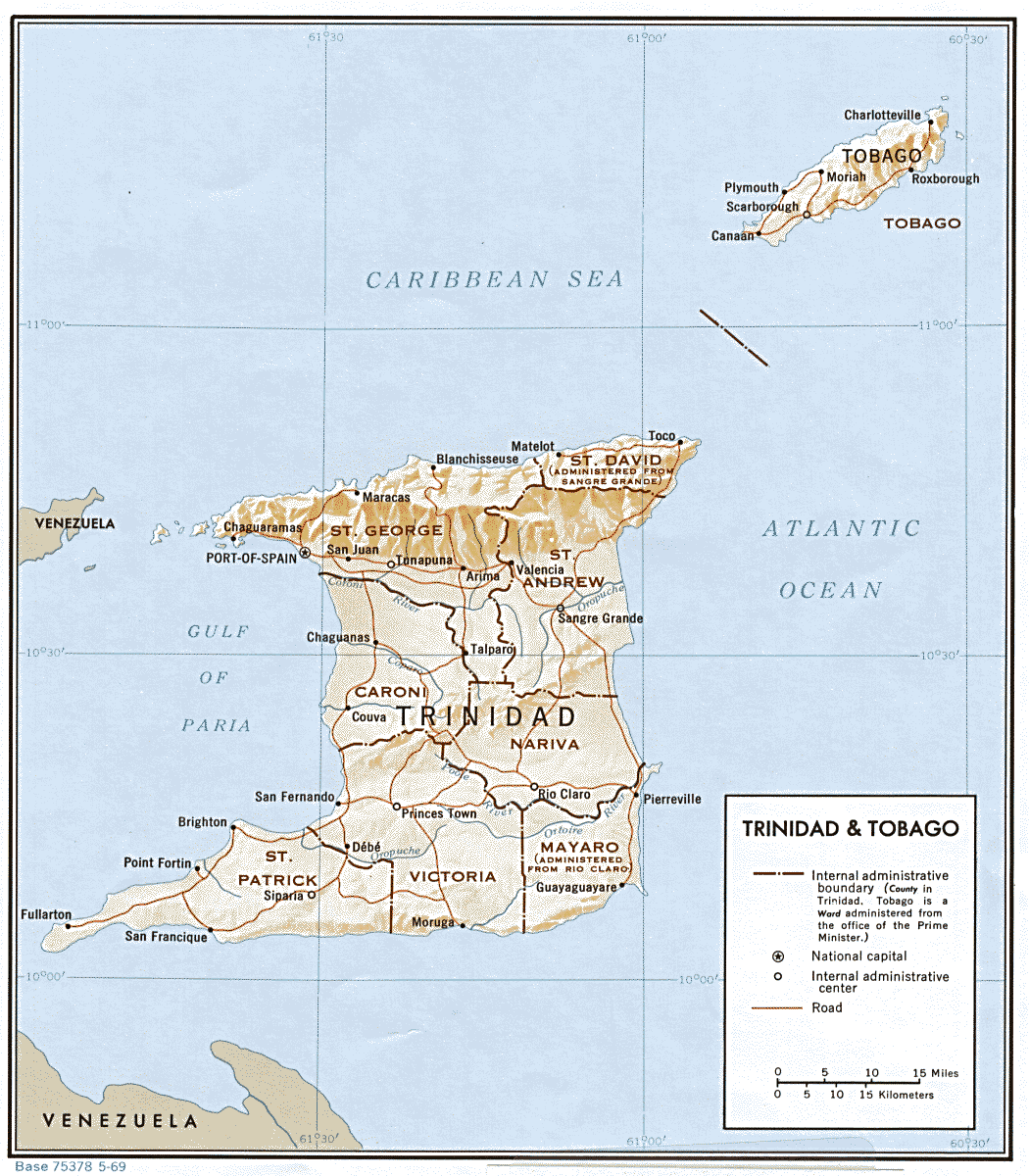
Counties bis 1990

Möglicherweise ist die Gegend um das heutige Moruga der Ort, an dem Christoph Kolumbus am 1. August 1498 erstmals trinidadischen Boden betrat. Kolumbus hatte Trinidad am Vortag entdeckt und landete am 1. August an der Südküste, um dringend benötigtes Trinkwasser aus einem Fluss aufzunehmen. Einige Historiker wie der Trinidadier Michael Anthony verorten den Landepunkt am Moruga River, andere wie der Spanier Francisco Morales Padrón weiter westlich am auf dem Gebiet des heutigen Palo Seco gelegenen Erin River. Der größte Teil Trinidads, darunter der Süden, war bei Ankunft der Spanier von Arawak bewohnt, die von den neuen Kolonialherren versklavt und missioniert wurden. Nachfahren der Arawak haben sich im 20. Jahrhundert in Moruga als Moruga's First Peoples organisiert.
Eine Besiedelung des Gebiets des heutigen Moruga erfolgte nach der Umsetzung der Cédula de Populacion, eines Edikts des spanischen Kolonialministers José de Gálvez y Gallardo von 1783, das katholischen Pflanzern von anderen, vorrangig französischstämmigen Inseln der Karibik kostenlos Land zur Verfügung stellte, um die stagnierende Wirtschaft der Insel anzukurbeln. Der Name „Moruga“ geht auf den Namen des östlich des Ortes ins Meer mündenden Flusses zurück, dessen Name vermutlich auf die spanischen Kolonialherren zurückgeht und der erstmals 1793 urkundlich erwähnt ist.
Mit der Eroberung der Insel 1797 übernahmen die Briten auch den Namen Moruga. Zu diesem Zeitpunkt hatte der Ort bereits eine gewisse wirtschaftliche Bedeutung; eine „Inventur“ der neuen Kolonialherren ergab für die Region des heutigen Moruga 27 Zuckerplantagen, 64 Kaffeeplantagen und 40 Baumwollplantagen. Trotz dieser für damalige trinidadische Verhältnisse relativ beeindruckenden Zahlen war der Ort Ende des 18. Jahrhunderts ausgesprochen abgelegen, da es keine Landverbindung zum Oberzentrum San Fernando gab – der gesamte Personen- und Warenverkehr wurde über ein Dampfschiff abgewickelt, das Trinidad von Port of Spain aus in unregelmäßigen Abständen umrundete. Ein von Indianern angelegter Trampelpfad zu anderen Siedlungen wurde schließlich um 1850 herum zu einem befahrbaren Weg ausgebaut. 1849 wurde Moruga administrativ zu einem Ward ernannt, was möglicherweise auf die abgelegene Lage als einziger Ort einer großen Region zurückzuführen ist, denn die Einwohnerzahl betrug noch 1861 lediglich 304. 1878 bekam Moruga eine Schule, 1879 wurde es an das trinidadische Postnetz angeschlossen. 1928 wurde die Dampfschifffahrtslinie eingestellt.
Bis 1990 war Trinidad administrativ in counties unterteilt; Moruga lag im Victoria County, das etwas größer war als die heutige Region Princes Town und Gebiete der heutigen Regionen Couva-Tabaquite-Talparo und Penal-Debe sowie San Fernando umfasste.

## Wirtschaft und Verkehr
Haupteinkommensquellen der Bewohner Morugas sind Fischerei, Landwirtschaft und Ölindustrie; im Columbus Channel zwischen Trinidads Südküste und Venezuela befinden sich mehrere Ölfelder, die von verschiedenen internationalen Firmen bewirtschaftet werden, ihre wirtschaftliche Blütezeit allerdings hinter sich haben. Auch an Land werden einige Ölfelder rund um Moruga ausgebeutet. Fischerei und Landwirtschaft haben bei weitem nicht mehr die Ertragskraft früherer Jahrzehnte, so dass Moruga als wirtschaftlich rückständig gelten kann. Wegen ihres Namens wird die Chilisorte Trinidad Moruga Scorpion oft mit dem Ort assoziiert, Quellen zum Ort der Erstzüchtung gibt es jedoch nicht.
Moruga ist über die nach Norden führende, in einem schlechten Zustand befindliche Moruga Road an den Rest Trinidads angebunden. Über das 30 Kilometer entfernte Penal besteht Anschluss an die Nord-Süd-Verkehrsachse Sir Solomon Hochoy Highway. Die Trinkwasserversorgung erfolgt durch den 50 km nördlich in Zentraltrinidad gelegenen Navet Dam.

## Einrichtungen

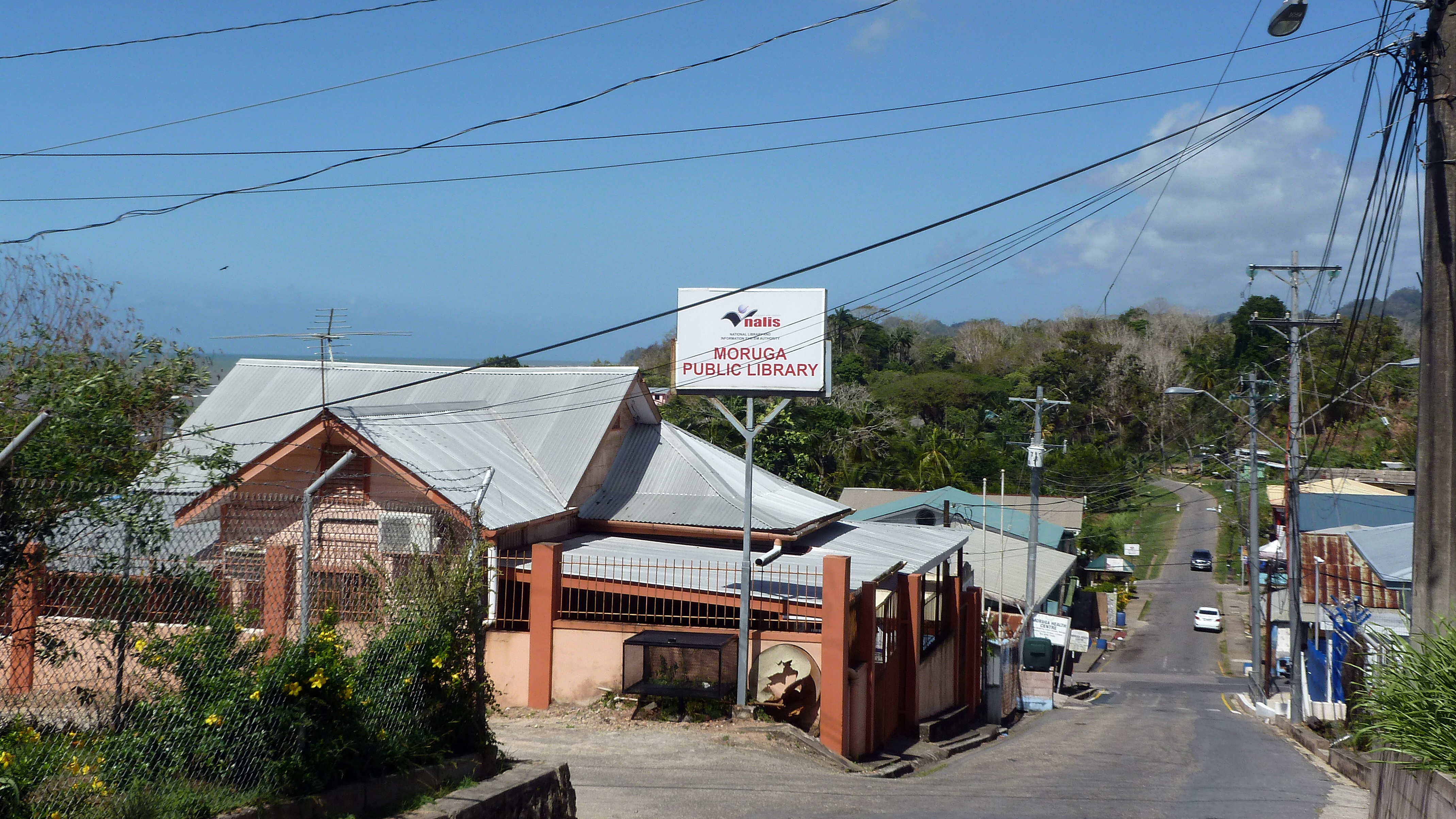
Bücherei

Moruga verfügt über eine Polizeiwache, ein health center (eine einfache, staatlich finanzierte Krankenstation) und eine öffentliche Bücherei. Ein Gericht (magistrates’ court, etwa dem deutschen Amtsgericht entsprechend) wurde 2018 geschlossen, zuständig ist seitdem das Gericht in der Stadt Princes Town. Im Ort gibt es ein kleines Museum, das sich mit der Geschichte der Region auseinandersetzt. In Moruga stehen zwei christliche Kirchen, die katholische, nach Vinzenz Ferrer benannte St. Vincent Ferrer Church und die anglikanische Holy Trinity Church. In den angegliederten Communitys Fifth Company, La Lune und Marac gibt es weitere Kirchen. Moruga ist einer der wenigen Orte im multireligiösen Trinidad, in denen es weder Hindutempel noch Moscheen gibt. Der lokale Fußballverein Club Sando Moruga spielt in der TT Super League, der zweithöchsten Liga im trinidadischen Fußball.

## Persönlichkeiten
- Darcus Howe (1943–2017), Journalist und Radiomoderator
- Akiel Cooper (* 1990), Cricketspieler